# Elulu
Elulu – według „Sumeryjskiej listy królów” trzeci władca tzw. I dynastii z Ur. Dotyczący go fragment brzmi następująco:
„Elulu (z Ur) panował przez 25 lat”